# Liège-Bastogne-Liège 1993
La 79e édition de Liège-Bastogne-Liège a eu lieu le 18 avril 1993 et a été remportée par le Danois Rolf Sørensen.
La course disputée sur un parcours de 261 kilomètres est l'une des manches de la Coupe du monde de cyclisme sur route 1993.

## Classement
| #  | Coureur            | Équipe          |    | Temps           |
| -- | ------------------ | --------------- | -- | --------------- |
| 1  | Rolf Sørensen      | Carrera-Tassoni | en | 7 h 14 min 08 s |
| 2  | Tony Rominger      | CLAS-Cajastur   | +  | 1 s             |
| 3  | Maurizio Fondriest | Lampre-Polti    |    | 21 s            |
| 4  | Jan Nevens         | Lotto-Caloi     |    | 21 s            |
| 5  | Moreno Argentin    | Mecair-Ballan   |    | 37 s            |
| 6  | Claudio Chiappucci | Carrera-Tassoni |    | 1 min 05 s      |
| 7  | Giorgio Furlan     | Ariostea        |    | 1 min 05 s      |
| 8  | Viatcheslav Ekimov | Novemail-Histor |    | 1 min 43 s      |
| 9  | Laurent Jalabert   | Once            |    | 1 min 43 s      |
| 10 | Steven Rooks       | Festina-Lotus   |    | 1 min 43 s      |